# Lucile Hadžihalilović
Lucile Hadžihalilović, née le 7 mai 1961 à Lyon, est une réalisatrice, scénariste, monteuse et productrice française.

## Biographie

### Enfance et formation
Née à Lyon, Lucile Hadžihalilović passe son enfance au Maroc jusqu'à l'âge de 17 ans et se passionne très tôt pour le cinéma de genre américain et italien. Elle fait ses études à l'ESEC, puis à l'IDHEC (actuellement La Femis), où elle réalise son film de fin d'études, La Première Mort de Nono, en 1986.

## Carrière
Elle fonde, avec Gaspar Noé, la société de production Les Cinémas de la zone.
Elle est membre du collectif 50/50 qui a pour but de promouvoir l'égalité des femmes et des hommes et la diversité dans le cinéma et l'audiovisuel,.

## Filmographie
Sauf indication contraire, les informations mentionnées dans cette section peuvent être confirmées par les bases de données cinématographiques IMDb et Allociné,  présentes dans la section « Liens externes ».

### Réalisatrice et scénariste

#### Courts métrages
- 1987 : La Première Mort de Nono
- 1996 : La Bouche de Jean-Pierre
- 1998 : Good Boys Use Condoms
- 2014 : Nectar
- 2018 : De Natura

#### Longs métrages
- 2004 : Innocence
- 2015 : Évolution
- 2021 : Earwig
- 2025 : La Tour de glace

#### Télévision
- 2012 : Images
- 2012 : M'T Dents

### Scénariste
- 2009 : Enter the Void de Gaspar Noé

### Productrice
- 1991 : Carne de Gaspar Noé
- 1998 : Seul contre tous de Gaspar Noé
- 2019 : Lux Æterna de Gaspar Noé

### Monteuse
- 1991 : Carne de Gaspar Noé
- 1996 : La Bouche de Jean-Pierre d'elle-même
- 1998 : Seul contre tous de Gaspar Noé

### Actrice
- 1989 : Les Cinéphiles : Le Retour de Jean  de Louis Skorecki : Lucile
- 1991 : Carne de Gaspar Noé : L'infirmiere
- 1995 : Cinémation n°1750 de Gérard Courant : elle-même

## Distinctions

### Récompenses
- Lutins du court métrage 1998 :
  - Lutin du meilleur film pour La Bouche de Jean-Pierre
  - Lutin de la meilleure réalisation pour La Bouche de Jean-Pierre[3]
- Festival international du film de Saint-Sébastien 2015  : prix spécial du jury pour Évolution
- Festival international du film fantastique de Gérardmer 2016 :
  - prix du jury pour Évolution
  - prix de la critique pour Évolution
- Berlinale 2025 : Ours d'argent de la meilleure contribution artistique pour La Tour de glace[4]